# Charaxes bupalus
Charaxes bupalus är en fjärilsart som beskrevs av Otto Staudinger 1889. Charaxes bupalus ingår i släktet Charaxes och familjen praktfjärilar. Inga underarter finns listade i Catalogue of Life.

## Bildgalleri

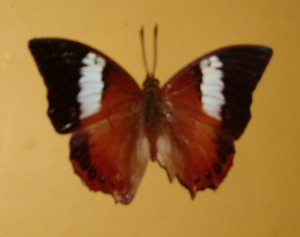